# 山本昭宏
山本 昭宏（やまもと あきひろ、1984年 - ）は、日本の歴史学研究者。専門は日本近現代史、現代文化学、メディア文化史。神戸市外国語大学総合文化コース准教授。

## 来歴・人物
奈良県生まれ。東大寺学園高等学校卒。京都大学文学部卒。2012年同大学院文学研究科現代文化学専攻二十世紀学専修博士後期課程修了、『「被爆の記憶」と「原子力の夢」 核エネルギー言説の戦後史1945-1960』で文学博士。現在、神戸市外国語大学総合文化コース准教授。
中学時代からの大江健三郎への関心から、核問題について興味を抱く。主に戦後日本における核の受容について、映画や漫画などポピュラーカルチャーを通して描くことに関心を寄せており、2021年8月にはテレビアニメ『ゴジラ S.P ＜シンギュラポイント＞』が過去のゴジラシリーズと違って核と無縁であることについても評している。
2022年のロシアのウクライナ侵略におけるウクライナの徹底抗戦や即時停戦をめぐる日本での議論について、朝日新聞の取材にこたえて、「ロシアが悪いのは明白です。ですからウクライナの徹底抗戦という態度に否定し難いものを感じてもいます。しかし、戦争体験者がたくさん生きていたら、もっとゼレンスキー大統領に対して違和感を言う人がいてもおかしくないのではないかと思います。自らの戦争体験に基づき、『いかなる理由があっても国家によって人殺しをさせられるのは嫌だ』という思想を持った人が何人も思い浮かびます。彼らだったらプーチン大統領だけではなく、国民に徹底抗戦を命じるゼレンスキー大統領も批判の対象にしてもおかしくありません」と述べた。

## 著書

### 単著
- 『核エネルギー言説の戦後史 1945～1960：「被爆の記憶」と「原子力の夢」』人文書院、2012年6月。ISBN 978-4-409-24094-6。
- 『核と日本人 ヒロシマ・ゴジラ・フクシマ』中央公論新社〈中公新書〉、2015年1月。ISBN 978-4-12-102301-8。
- 『教養としての戦後〈平和論〉』イースト・プレス、2016年8月。ISBN 978-4-7816-1464-9。
- 『大江健三郎とその時代 「戦後」に選ばれた小説家』人文書院、2019年9月。ISBN 978-4-409-52079-6。
- 『戦後民主主義 現代日本を創った思想と文化』中央公論新社〈中公新書〉、2021年1月。ISBN 978-4-12-102627-9。
- 『原子力の精神史 〈核〉と日本の現在地』集英社〈集英社新書〉、2021年2月。ISBN 978-4-08-721157-3。
- 『残されたものたちの戦後日本表現史』青土社、2023年2月。ISBN 978-4791775385。

### 共著
- 高井昌吏編『「反戦」と「好戦」のポピュラー・カルチャー』（人文書院 2011年）
- 野上元・福間良明編『戦争の社会学ブックガイド』（創元社 2012年）
- 福間良明・山口誠・吉村和真編『複数の「ヒロシマ」』（青弓社 2012年）

### 編著
- 藤間生大著, 磯前順一共編『希望の歴史学 藤間生大著作論集』（ぺりかん社 2018年）
- 『近頃なぜか岡本喜八 反戦の技法、娯楽の思想』（みずき書林 2020年）
- 磯前順一・吉村智博・浅居明彦監修, 上村静・苅田真治・川村覚文・関口寛・寺戸淳子・山本昭宏編『差別の構造と国民国家　宗教と公共性【シリーズ宗教と差別 第１巻】』（法藏館 2021年）

### 翻訳
- スペンサー・R・ワート『核の恐怖全史』（人文書院 2017年）